# Guanta (khu tự quản)
Guanta là một khu tự quản thuộc bang Anzoátegui, Venezuela. Thủ phủ của khu tự quản Guanta đóng tại Guanta. Khự tự quản Guanta có diện tích 67 km2, dân số theo điều tra dân số ngày 21 tháng 10 năm 2001 là 27145 người.